# Gisela Harras
Gisela Harras (* 1941; † 25. Juni 2022 in Mannheim) war eine deutsche Germanistin und Linguistin. Sie war Leiterin der Abteilung Lexik am Leibniz-Institut für Deutsche Sprache (IDS) und Professorin für Germanistische Linguistik an der Universität Mannheim.

## Werdegang
Nach ihrem Studium der Germanistik und Romanistik legte Harras 1967 das Staatsexamen ab und promovierte 1970 zum Thema Semantische Modelle diatopischer Teilsysteme aus dem Umfeld des Deutschen Sprachatlas an der Universität Marburg. Von 1972 bis 1981 arbeitete Harras als wissenschaftliche Assistentin am Institut für Linguistik an der Universität Stuttgart, an der sie 1977 im Fach Linguistik zum Thema Kommunikative Handlungskonzepte habilitierte. Es folgte von 1981 bis 1985 eine Tätigkeit als Professorin an der Universität Mannheim.
Anschließend war Harras von 1986 bis 1996 Leiterin der Abteilung Lexik/Lexikologie und Wortbildung am Leibniz-Institut für Deutsche Sprache in Mannheim. Von 1997 bis zum Eintritt in den Ruhestand 2006 hatte sie nach der Umstrukturierung des IDS die Position als Forschungsleiterin in der Abteilung Lexik inne, in der sie eine Reihe von erfolgreichen Projekten durchführte. Zwei Projekte, die sie zuletzt in ihrer Zeit am IDS leitete, waren das DFG-Projekt Tendenzen der Lexikalisierung kommunikativer Konzepte und das IDS-Projekt Semantische Invarianz und Kontextuelle Varianz.
Schwerpunkte, die Harras’ Forschungsinteressen kennzeichneten und ihre wissenschaftliche Arbeit prägten, waren die lexikalische Semantik, Lexikographie, linguistische Pragmatik, Wissenschaftstheorie und analytische Sprachphilosophie. In einer Vielzahl von Publikationen, die sowohl theoretischer als auch angewandter Natur sind, erforschte sie die Beziehungen zwischen den verschiedenen Perspektiven auf Sprache.
Am 25. Juni 2022 verstarb Harras im Alter von 81 Jahren in Mannheim.

## Veröffentlichungen (Auswahl)
- Semantische Modelle diatopischer Teilsysteme. Zur Begriffs- und Bezeichnungsstruktur lexikalischer Teilparadigmen im Ostlothringischen (= Deutsche Dialektgeographie. Band 75). Elwert, Marburg 1972, ISBN 978-3-7708-0452-8.
- Kommunikative Handlungskonzepte. Oder: Eine Möglichkeit, Handlungsabfolgen als Zusammenhänge zu erklären, exemplarisch an Theatertexten (= Germanistische Linguistik. Band 16). Niemeyer, Tübingen 1978, ISBN 978-3-484-10324-5.
- Handlungssprache und Sprechhandlung. Eine Einführung in die theoretischen Grundlagen (= De Gruyter Studienbuch). De Gruyter, Berlin/New York 1983, ISBN 978-3-11-008000-1.
- mit Gerhard Strauß und Ulrike Haß: Brisante Wörter von Agitation bis Zeitgeist. Ein Lexikon zum öffentlichen Sprachgebrauch (= Schriften des Instituts für deutsche Sprache. Band 2). De Gruyter, Berlin/New York 1989, ISBN 978-3-11-012078-3.
- mit Ulrike Haß und Gerhard Strauß: Wortbedeutungen und ihre Darstellung im Wörterbuch (= Schriften des Instituts für deutsche Sprache. Band 3). De Gruyter, Berlin/New York 1991, ISBN 978-3-11-012903-8 (Begleitwerk zu Brisante Wörter von Agitaton bis Zeitgeist).
- mit Edeltraud Winkler, Sabine Erb und Kristel Proost: Handbuch deutscher Kommunikationsverben. Teil 1: Wörterbuch (= Schriften des Instituts für deutsche Sprache. Band 10.1). De Gruyter, Berlin/New York 2004, ISBN 978-3-11-017935-4.
- mit Kristel Proost und Daniel Glatz: Domänen der Lexikalisierung kommunikativer Konzepte (= Studien zur Deutschen Sprache. Band 33). Narr, Tübingen 2006, ISBN 978-3-8233-7199-1.
- mit Kristel Proost und Edeltraud Winkler: Handbuch deutscher Kommunikationsverben. Teil 2: Lexikalische Strukturen. De Gruyter, Berlin/New York 2007, ISBN 978-3-11-019305-3.

## Rezensionen
- Johnen, Thomas (2003): Rezension von: Gisela Harras (Hrsg.): Kommunikationsverben. Konzeptuelle Ordnung und semantische Repräsentation. (Studien zur deutschen Sprache 24). In: Info DaF 30.2/3. München: iudicium. S. 210–213.[4]
- Staffeldt, Sven (2005): Rezension von: Harras, Gisela / Winkler, Edeltraud / Erb, Sabine / Proost, Kristel (2004): Handbuch deutscher Kommunikationsverben. Teil 1: Wörterbuch. In: Zeitschrift für Angewandte Linguistik 43. Frankfurt a. M.: Lang. S. 125–133.
- Staffeldt, Sven (2009): Rezension von: Gisela Harras / Kristel Proost / Edeltraud Winkler (2007): Handbuch deutscher Kommunikationsverben. Teil 2: Lexikalische Strukturen. In: Zeitschrift für Angewandte Linguistik 51. Frankfurt a. M.: Lang. S. 119–128.

- Alles klar? Zu den handlungstheoretischen „Tücken“ von G. Harras; zu ihrem Beitrag in diesem Heft/Any questions? On the „pitfalls“ in action theory of G. Harras, Zeitschrift für Germanistische Linguistik; Berlin Bd. 13, (Jan 1, 1985): 84.[5]